# Saint-Sulpice (Maine i Loira)
Saint-Sulpice és un municipi francès situat al departament de Maine i Loira i a la regió de País del Loira. L'any 2007 tenia 186 habitants.

## Demografia

### Població
El 2007 la població de fet de Saint-Sulpice era de 186 persones. Hi havia 74 famílies de les quals 16 eren unipersonals (8 homes vivint sols i 8 dones vivint soles), 29 parelles sense fills i 29 parelles amb fills.
La població ha evolucionat segons el següent gràfic:
Habitants censats

### Habitatges
El 2007 hi havia 89 habitatges, 75 eren l'habitatge principal de la família, 6 eren segones residències i 8 estaven desocupats. Tots els 89 habitatges eren cases. Dels 75 habitatges principals, 70 estaven ocupats pels seus propietaris i 5 estaven llogats i ocupats pels llogaters; 7 tenien tres cambres, 19 en tenien quatre i 49 en tenien cinc o més. 59 habitatges disposaven pel capbaix d'una plaça de pàrquing. A 24 habitatges hi havia un automòbil i a 47 n'hi havia dos o més.

### Piràmide de població
La piràmide de població per edats i sexe el 2009 era:
| Homes | Edats   | Dones |
| ----- | ------- | ----- |
| 0     | 95 o +  | 0     |
| 0     | 90 a 94 | 0     |
| 0     | 85 a 89 | 0     |
| 0     | 80 a 84 | 4     |
| 0     | 75 a 79 | 0     |
| 8     | 70 a 74 | 8     |
| 8     | 65 a 69 | 0     |
| 0     | 60 a 64 | 12    |
| 8     | 55 a 59 | 0     |
| 12    | 50 a 54 | 8     |
| 8     | 45 a 49 | 8     |
| 4     | 40 a 44 | 12    |
| 8     | 35 a 39 | 8     |
| 0     | 30 a 34 | 0     |
| 0     | 25 a 29 | 0     |
| 0     | 20 a 24 | 4     |
| 4     | 15 a 19 | 4     |
| 16    | 10 a 14 | 16    |
| 4     | 5 a 9   | 4     |
| 0     | 0 a 4   | 0     |

## Economia
El 2007 la població en edat de treballar era de 118 persones, 92 eren actives i 26 eren inactives. De les 92 persones actives 86 estaven ocupades (47 homes i 39 dones) i 6 estaven aturades (2 homes i 4 dones). De les 26 persones inactives 11 estaven jubilades, 8 estaven estudiant i 7 estaven classificades com a «altres inactius».

### Ingressos
El 2009 a Saint-Sulpice hi havia 72 unitats fiscals que integraven 188,5 persones, la mediana anual d'ingressos fiscals per persona era de 19.302 €.

### Activitats econòmiques
Dels 6 establiments que hi havia el 2007, 1 era d'una empresa de construcció, 1 d'una empresa immobiliària, 2 d'empreses de serveis, 1 d'una entitat de l'administració pública i 1 d'una empresa classificada com a «altres activitats de serveis».
L'únic servei als particulars que hi havia el 2009 era una agència immobiliària.
L'any 2000 a Saint-Sulpice hi havia 4 explotacions agrícoles.

## Poblacions més properes
El següent diagrama mostra les poblacions més properes.